# Empereur Nicolas Ier
Pour les articles homonymes, voir Nicolas Ier.
L’Empereur Nicolas Ier (en russe : Император Николай I, Imperator Nikolaï I) est le premier cuirassé de la flotte russe de la Baltique qui fut capable de naviguer en haute mer ; à maintes reprises, il est navire amiral. Il prend part à la bataille de Tsushima les 27 et 28 mai 1905. Le 5 juin 1905, il est incorporé dans la flotte impériale du Japon sous le nom d’Iki.

## Historique
La construction de l’Empereur Nicolas Ier débute en juin 1886. Lancé le 20 mai 1889, il est mis en service en avril 1891.
L'architecte naval de ce cuirassé est Pavel Arkindinovitch Titov. La supervision de la construction du navire est effectuée par Nikolaï Kouteïnikov (1845-1906). Les ingénieurs sont : U.N. Krylov, E.A. Vvedensky.
Au début de sa carrière dans la Marine impériale russe (1887), l’Empereur Nicolas Ier est doté de canons de 305 mm/35 à la proue et de 305/35 mm à la poupe. En 1888, le grand-duc Alexis fait remplacer les canons de 305 mm/35 par des armes de 305 mm/30 à la proue. La même année, Kouteïnikov décide de remplacer la barbette située sur la proue du navire par une tourelle fermée. Cela provoque une surcharge du cuirassé de 50 tonnes. Les machines n'atteindront jamais la puissance demandée lors de la conception du navire. Au début du XXe siècle, l’Empereur Nicolas Ier devient vite un navire de guerre obsolète, tout particulièrement l'artillerie et le blindage offrant au cuirassé une maigre protection contre les éclats d'obus et les obus explosifs. Plusieurs projets de réarmement sont présentés. Ainsi, en 1898, une attention particulière est accordée aux machines au cours de la rénovation et de la modernisation du bâtiment de guerre.

### Carrière dans la Marine impériale de Russie

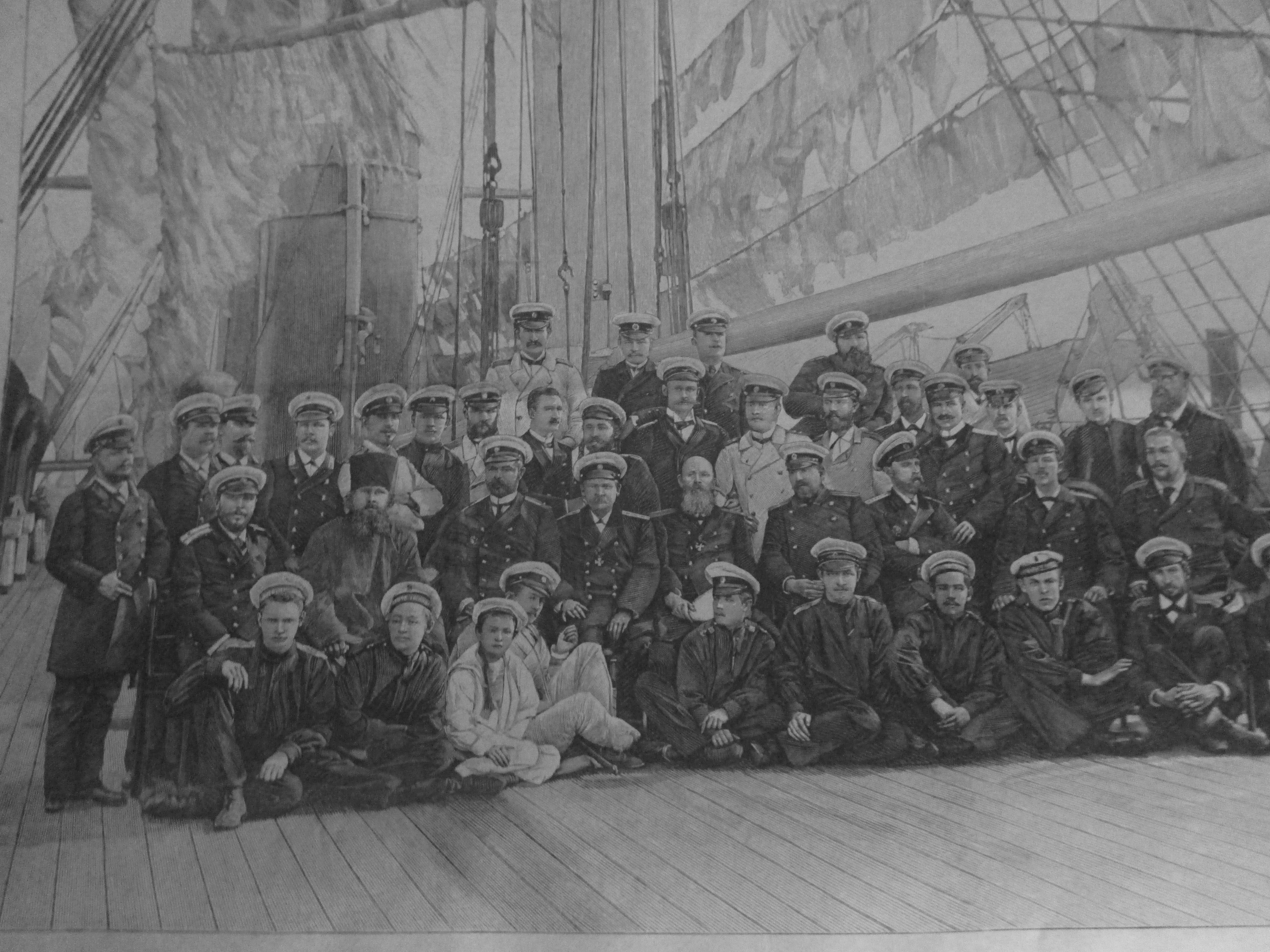
Équipage de lEmpereur Nicolas Ier, en visite à Toulon (1893).

En 1893, l’Empereur Nicolas Ier, commandé par le capitaine Dicker, traverse l'océan Atlantique pour se rendre aux États-Unis, à l'occasion du 400e anniversaire de la découverte de l'Amérique. Le cuirassé prend part à une revue navale à New York. Ensuite, par Lisbonne et Cadix, le navire effectue une traversée en Méditerranée pour rendre visite avec l'escadre russe - commandée par l'amiral Avellan - à la flotte française à Toulon, dans le cadre de l'Alliance franco-russe, donnant lieu à de grandes festivités à Toulon, puis à Paris. Cet événement diplomatique a une grande résonance en France, qui auparavant était isolée du point de vue de la politique internationale.
À son retour, l’Empereur Nicolas Ier est affecté dans la flotte de la Méditerranée. De 1897 à 1898, le cuirassé prend part à des opérations de maintien de la paix dans l'île de Crète. En 1898, d'importantes rénovations sont effectuées sur ce bâtiment de guerre largement dépassé. Une modernisation des machines permet au navire d'atteindre une vitesse de 16,85 nœuds (31 km/h). La même année, au terme des réparations, l’Empereur Nicolas Ier est affecté dans la Flotte d'Extrême-Orient comme navire amiral de l'amiral Makarov. Le cuirassé fait un court séjour en mer Baltique, en 1902, afin de modifier son artillerie. En 1904, six canons de 154 mm sont installés à son bord. Le 3 février 1905, l’Empereur Nicolas Ier est affecté dans le troisième escadron du Pacifique placé sous le commandement de l'amiral Nebogatov. Il est commandé alors par le capitaine de 1er rang Vladimir Vassilievitch Smirnov (1856-?).
Le 27 mai 1905, l’Empereur Nicolas Ier prend part à la bataille de Tsushima. Il est peu endommagé au cours du combat car seul un obus de 305 mm l'atteint. Mais à bord on dénombre onze morts et seize blessés. Le cuirassé touche le Fuji, le croiseur léger Azama et l'Idzumi. Les officiers et membres d'équipage de l’Empereur Nicolas Ier se rendent aux Japonais le 28 mai 1905, sur ordre de l'amiral Nebogatov.

### Carrière dans la Marine impériale du Japon
Le 5 juin 1905, l’Empereur Nicolas Ier est affecté dans la Marine impériale japonaise. Il reçoit le nom d’Iki. Après de rapides réparations et une nouvelle peinture, il participe avec le Mishima et l’Okinoshima à des opérations militaires sur l'île de Sakhaline. Le conflit terminé, il est utilisé comme navire de formation pour l'artillerie japonaise.
En 1910, l’Iki est affecté après une modernisation comme cuirassé de défense côtière. Quelques années plus tard, il est utilisé comme navire école et il est basé à Yokosuka. Au cours de cette période, l'équipage s'élève à 611 personnes. L’Iki n'a aucun rôle actif au cours de la Première Guerre mondiale, il est utilisé comme patrouilleur des côtes japonaises.
En octobre 1915, l’Iki est coulé navire cible par le Kongo et le Hiei.

## Sources
- Moiseev Russie SP Liste des navires à vapeur et de blindés flotte en 1861-1917 Voenizdat, 1948
- Dessin CDE Emperor Nicholas I 1993 Tver, «navire», 1993
- Deuxième Escadron Pacifique.  vol. 1, с. 1, p. 24-29. 24-29. М., 1991 M., 1991
- А.А. Belov Cuirassés du Japon. Série navires de la Première Guerre guerre mondiale